# Missões diplomáticas do Zimbábue

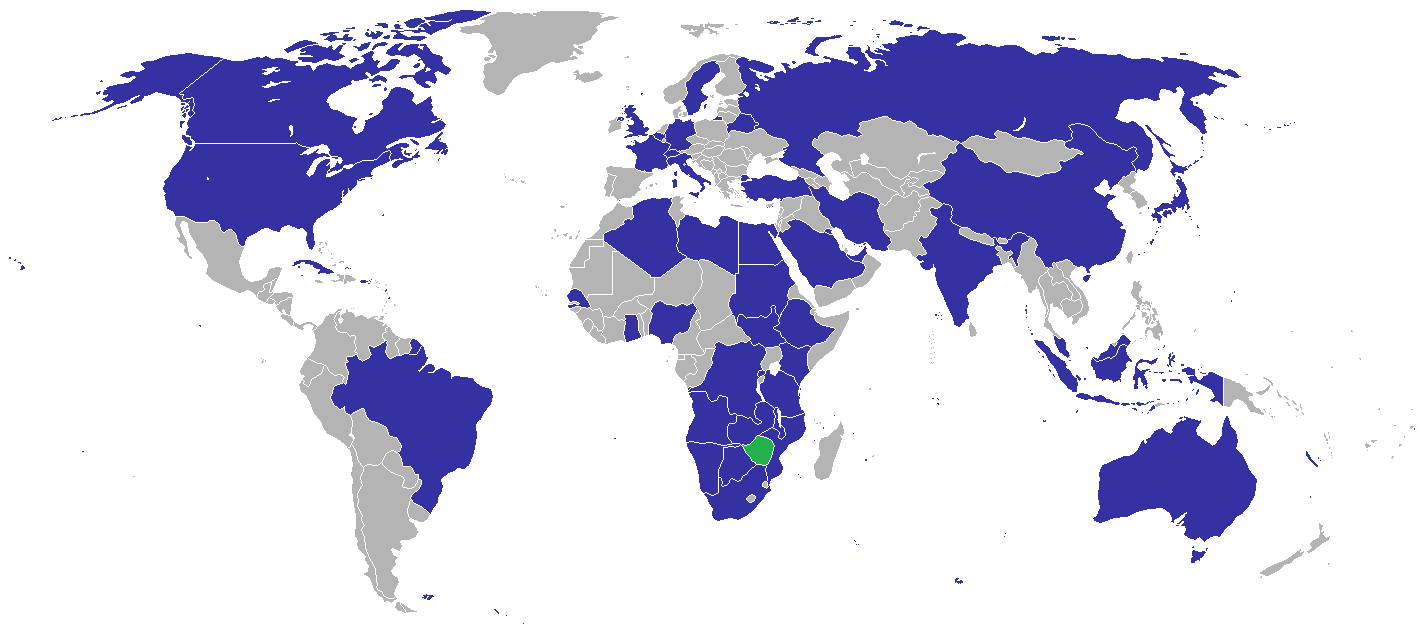
Missões diplomáticas do Zimbábue

Abaixo estão listadas as embaixadas e consulados do Zimbábue:

## Europa
- Alemanha
  - Berlim (Embaixada)
- Áustria
  - Viena (Embaixada)
- Bélgica
  - Bruxelas (Embaixada)
- França
  - Paris (Embaixada)
- Itália
  - Roma (Embaixada)
- Portugal
  - Lisboa (Consulado-geral)
- Reino Unido
  - Londres (Embaixada)
- Rússia
  - Moscou (Embaixada)
- Suíça
  - Genebra (Embaixada)
- Suécia
  - Estocolmo (Embaixada)

## América

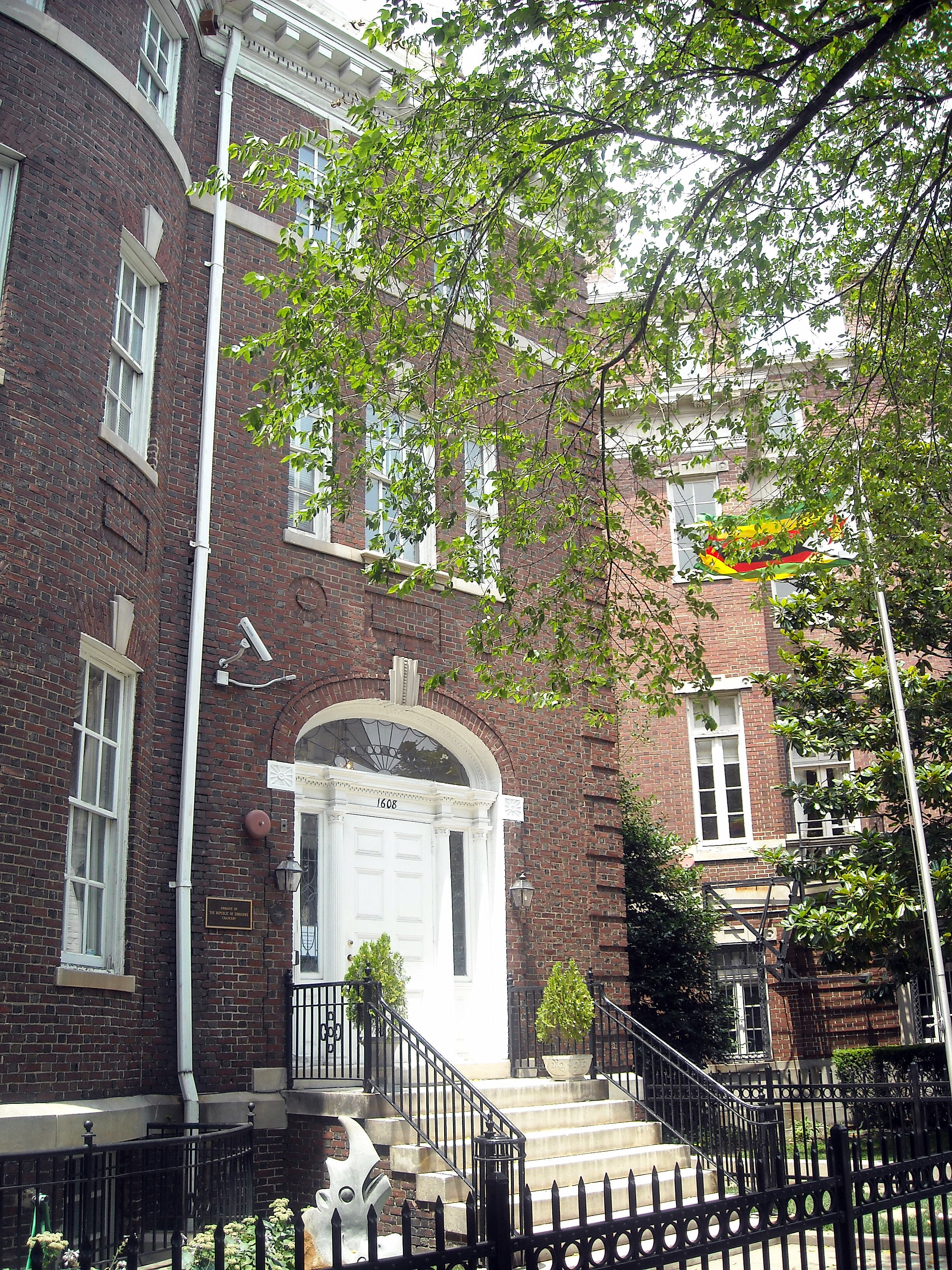
Embaixada do Zimbábue em Washington, D.C., EUA.

- Brasil
  - Brasília (Embaixada)
- Canadá
  - Otava (Embaixada)
- Cuba
  - Havana (Embaixada)
- Estados Unidos
  - Washington, D.C. (Embaixada)

## África
- África do Sul
  - Pretória (Embaixada)
  - Joanesburgo (Consulado-geral)
- Angola
  - Luanda (Embaixada)
- Botswana
  - Gaborone (Embaixada)
- Egito
  - Cairo (Embaixada)
- Etiópia
  - Adis-Abeba (Embaixada)
- Gana
  - Acra (Embaixada)
- Líbia
  - Trípoli (Embaixada)
- Malawi
  - Lilongué (Embaixada)
- Moçambique
  - Maputo (Embaixada)
- Namíbia
  - Vinduque (Embaixada)
- Nigéria
  - Abuja (Embaixada)
- Quênia
  - Nairóbi (Embaixada)
- República Democrática do Congo
  - Quinxassa (Embaixada)
- Sudão
  - Cartum (Embaixada)
- Tanzânia
  - Dar es Salã (Embaixada)
- Zâmbia
  - Lusaca (Embaixada)

## Ásia

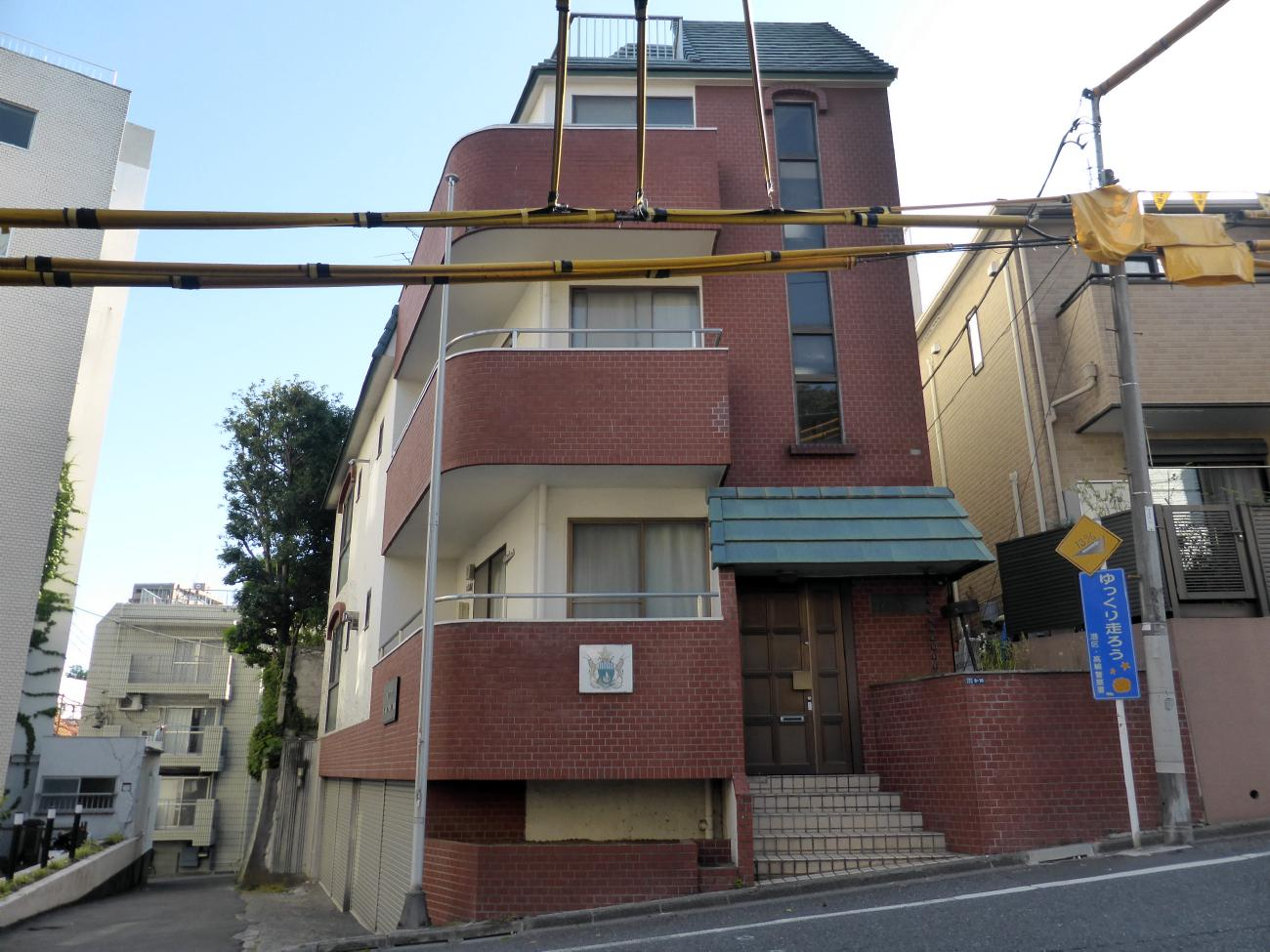
Embaixada do Zimbábue em Tóquio, Japão.

- China
  - Pequim (Embaixada)
- Índia
  - Nova Déli (Embaixada)
- Indonésia
  - Jacarta (Embaixada)
- Irão
  - Teerã (Embaixada)
- Kuwait
  - Cidade do Kuwait (Embaixada)
- Japão
  - Tóquio (Embaixada)
- Malásia
  - Kuala Lumpur (Embaixada)

## Oceania
- Austrália
  - Camberra (Embaixada)

## Organizações multilaterais
- Adis-Abeba (Missão permanente do Zimbábue ante a União Africana)
- Bruxelas (Missão permanente do Zimbábue ante a União Europeia)
- Genebra (Missão permanente do Zimbábue ante as Nações Unidas e outras organizações internacionais)
- Nairobi (Missão permanente do Zimbábue ante as Nações Unidas e outras organizações internacionais)
- Nova Iorque (Missão permanente do Zimbábue ante as Nações Unidas)
- Paris (Missão permanente do Zimbábue ante a Unesco)
- Roma (Missão permanente do Zimbábue ante a Organização das Nações Unidas para a Alimentação e a Agricultura)
- Viena (Missão permanente do Zimbábue ante as Nações Unidas)